# Schlacht bei Chiari
Carpi – Chiari – Cremona – Castiglione (I) – Santa Vittoria – Luzzara – Cassano – Nizza – Calcinato – Turin – Castiglione (II) – Gaeta – Syrakus
Die Schlacht von Chiari am 1. September 1701 war eine Schlacht zwischen Kaiserlichen und Franzosen während des Spanischen Erbfolgekrieges.

## Vorgeschichte
Zu Beginn des Spanischen Erbfolgekrieges besetzten spanisch-französische Truppen unter dem Oberbefehl von Marschall Catinat fast ganz Oberitalien und sicherten die Pässe nach Österreich. Die österreichische Armee unter Führung von Eugen von Savoyen siegte jedoch in der Schlacht bei Carpi und gewann so den Zugang zum Tal des Mincio und damit auch nach Oberitalien. Da es Catinat in der Folgezeit nicht gelang, Eugen von Savoyen von seinem Vormarsch auf Mailand abzuhalten, ließ ihn der französische König Ludwig XIV. als Oberbefehlshaber durch Villeroi ersetzen.

## Schlacht
Als Eugen von Savoyen vom Wechsel des Oberbefehls bei den französischen Truppen hörte, rechnete er mit einem baldigen Angriff. Daher brach er seinen Vormarsch auf Mailand ab und verschanzte sich stattdessen im Ort Chiari. Villeroi ignorierte die Warnungen seiner Generäle bezüglich der starken österreichischen Verteidigungsstellungen und befahl am 1. September, diese zu stürmen. Die angreifenden Franzosen erlitten schwere Verluste durch den Beschuss der gut verschanzten Österreicher und mussten den Angriff schließlich abbrechen. Am Ende der Schlacht hatten sie einen Verlust an Toten und Verwundeten von etwa 3000 Mann erlitten, während die österreichischen Truppen lediglich etwa 150 Mann verloren hatten.
Nach dem zurückgeschlagenen Angriff bezogen die französischen Truppen eine befestigte Stellung unweit von Chiari. Beide Armeen blieben dann in ihren Lagern, ohne einen weiteren Angriff zu riskieren. Schließlich wurde die Versorgungslage in beiden Lagern sehr schlecht. Mitte November gaben daher die Franzosen ihre Stellung auf und zogen sich in ein Winterlager im Herzogtum Mailand zurück.